# بريتن نورمان تراي لاندير
بريتن نورمان تراي لاندير (بالإنجليزية: Britten-Norman Trislander)‏ هي طائرة رحلات خفيفة، بثلاثة محركات مكبسية، وبعة 18 راكب. أنتجت في 1970 بالمملكة المتحدة. من صناعة بريتن نورمان. كان أول طيران لها في 11 سبتمبر 1970. ومازالت في الخدمة حتى الآن. صنع منها 72 طائرة.